# Cosmic Air
Cosmic Air (el. Cosmic Air Pvt. Ltd.) er et flyselskab fra Nepal med base i Kathmandu. Selskabet blev grundlagt i 1997 og startede flyvninger i 1998. Selskabets IATA-kode er F5
Cosmic Air har opereret indenrigsflyvninger fra Kathmandu til Bhairahawa, Biratnagar, Jomsom, Nepalgunj, Pokhara, Simara og Tumlingtar. Derudover har Cosmic Air opereret internationale flyvninger til Delhi, Varanasi og Kolkata (Calcutta) i Indien samt Dhaka i Bangladesh. 
Cosmic Air anvender i øjeblikket to Fokker 100 jet-passagererfly med plads til 105 passagerer og opererer i øjeblikket (vinterfartplanen 2007-08) på ruterne mellem Kathmandu og Biratnatar samt de internationale ruter til Delhi og Varanasi.

## Eksterne links
- www.cosmicair.com – officiel website for Cosmic Air

| Luftfart | Spire Denne artikel om flyvning er en spire som bør udbygges. Du er velkommen til at hjælpe Wikipedia ved at udvide den. |

| Firma | Spire Denne artikel om et firma eller en virksomhed er en spire som bør udbygges. Du er velkommen til at hjælpe Wikipedia ved at udvide den. |